# 라후에강

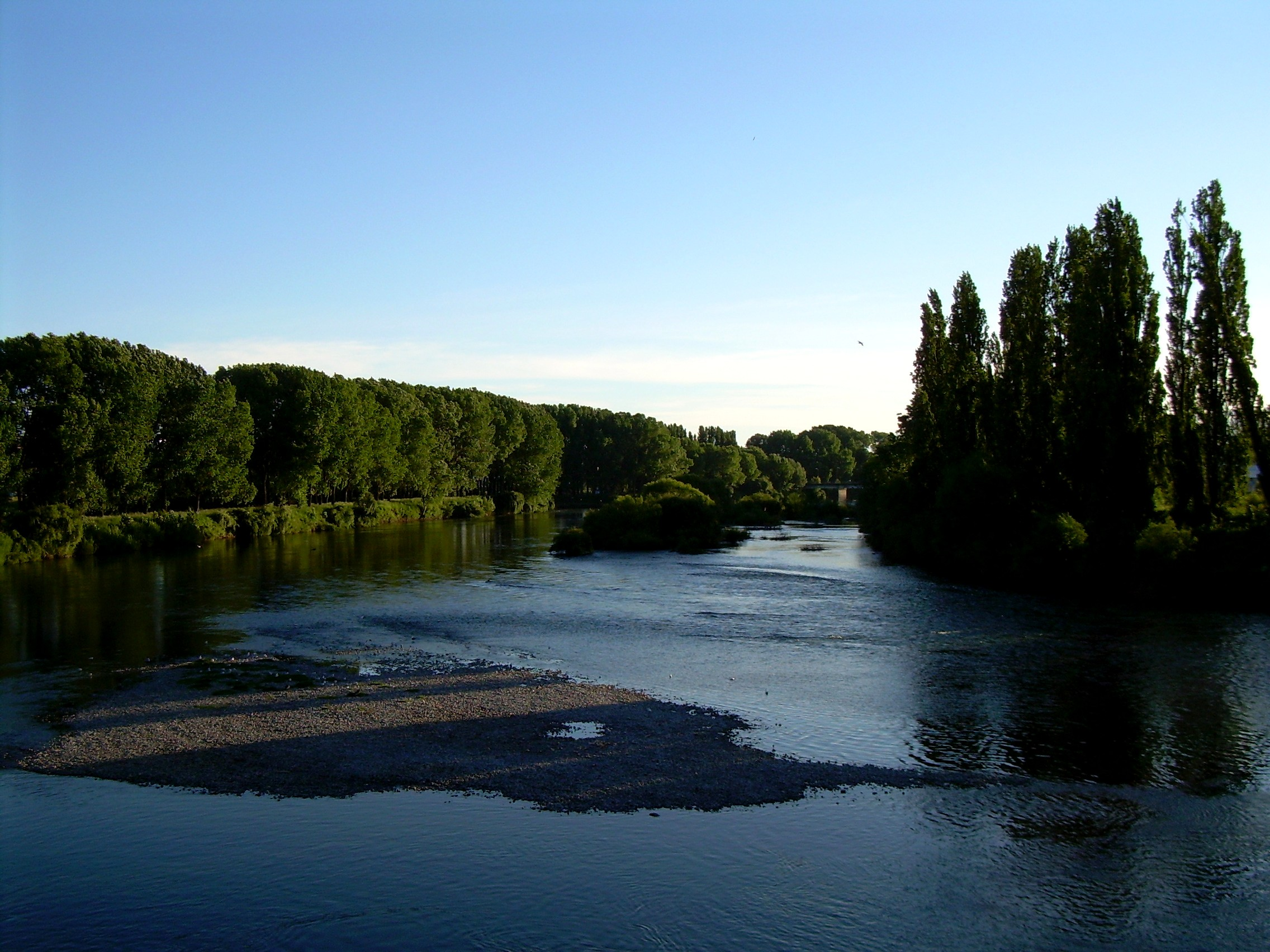

라후에강(스페인어: Río Rahue)은 칠레 로스라고스주에 위치한 강이다. 이 강은 루판코 호수 서쪽 끝에서 기원한다. 중간쯤에는, 오소르노시를 북쪽에서 남쪽으로 가로질러 지난다. 태평양 연안에서 40km 떨어진 지점에서 부에노강으로 합류해 흘러든다.
오소르노시의 자연 환경의 특징을 꼽아 보자면, 라후에 강을 들 수 있다. 라후에강 오른쪽 강변에는 오소르노시의 심장부인 플라자 데 아르마스(Plaza de Aramas) 공원이 자리해 있다.